# PG 1617+175
 (mars 2024).
Améliorez-le ou discutez des points à vérifier. 
PG 1617+175 ou Mrk 877 est une galaxie Seyfert type 1 qui se caractérise par son noyau lumineux. Au niveau 1 le noyau est très lumineux et il masque le reste de sa galaxie tandis que le type 2 se caractérise par un noyau moins brillant que le type 1. PG 1617+175 contient un quasar actif qui produit toute l’émission de PG 1617+175, c'est d'ailleurs la lumière de ce quasar qui masque le reste de la galaxie. Cette galaxie se situe dans la constellation d'Hercule à plus de 15.4 millions d'années-lumière,,.

## Découverte de Mrk 877
Mrk 877 a été découverte par le télescope spatial IRAS en 2000, découverte qui s'est faite lors d'une étude des galaxies de Seyfert avec l'instrument IRAS. Cette étude s'est faite avec l'aide du Two-Micron All-Sky Survey, ces deux instruments travaillant dans le domaine des rayons infrarouges et semi infrarouges,,,,.